# Iosif Stoichiția
Iosif Stoichiția (n. 20 februarie 1892, Porumbacu de Jos, comitatul Făgăraș, Monarhia Austro-Ungară – d. 1972, județul Sibiu, România) a fost doctor în medicină, medic militar, asistent al Clinicii Medicale I din Cluj, medic primar al Spitalului Județean al  județului Sibiu, inspector general sanitar al regiunii Sibiu, profesor al Facultății de Medicină Cluj-Sibiu, secretar general al Ministerului Sănătății și delegat la Marea Adunare Națională de la Alba Iulia din 1 decembrie 1918, din partea circumscripției Porumbacu de Jos, din cercul Arpașul de Sus.

## Familie și studii
Iosif Stoichiția s-a născut în anul 1892 în comuna Porumbacu de Jos, pe atunci parte a Imperiului Austro-Ungar, ca fiu al Mariei și al lui Lazăr, țărani din această zonă. Urmează școala primară în localitatea natală, apoi liceul în Sibiu, și în cele din urmă studiile de medicină la Facultățile de Medicină din Viena și Gratz, unde audiază personalități importante în domeniul medical din acele vremuri, precum sunt Karel Frederik Wenckebach sau Hans Eppinger.

## Viața și activitatea profesională
În perioada Marelui Război este mobilizat medic militar pe front, dar anul 1918 în găsește în comuna natală ca membru al Gărzii Naționale Române, ceea ce îl face să fie desemnat reprezentant la Marea Adunare de la Alba Iulia de către locuitorii circumscripției Porumbacu de Jos, ce făcea parte din cercul Arpașul de Sus. În perioada interbelică conduce laboratorul de radiologie din cadrul Clinicii medicale I din Cluj, aflată sub cârmuirea profesorului Iuliu Hațieganu, și întreține relații apropiate cu personalități ale medicinei românești precum sunt Ion Goia sau Iuliu Moldovan. O scurtă perioadă de timp, între anii 1939-1940, având în vedere studiile urmate în universități de prestigiu ale Europei, este numit secretar general în cadrul Ministerului Sănătății. În contextul hotărârilor Dictatului de la Viena, Universitatea românească din Cluj se retrage la Sibiu, Iosif Stoichiția fiind numit aici pe postul de profesor universitar de Igienă.
Printre activitățile ce îi făceau o deosebită plăcere în timpul liber, un loc special îl ocupa vânătoarea și pescuitul. Era totuși și un ocrotitor al animalelor sălbatice deoarece în curtea casei sale din Sibiu se puteau vedea tot timpul pui de căprioară răniți sau găsiți singuratici prin păduri, pe care apoi îi elibera în natură.
Mihail Sadoveanu întreținea o prietenie apropiată cu medicul Iosif Stoichiția, imortalizându-l în volumul „Istorii din Ardeal” sau în nuvela „Ochi de urs” sub numele de „doctorul Micu”, nume dat probabil și ca urmare a descrierii acestuia: „Prietenul Sivu e un bărbat cu înfățișarea simpatică, însă proporțiile staturii lui nu l-ar așeza chiar între oamenii nalți. S-ar putea zice că e mai mult bondoc.” Renumitul medic și profesor universitar era și acesta un om care încerca să apropie știința de publicul țării prin lucrări cum sunt: „Ce trebuie să știm despre boalele molipsitoare”, carte apărută în 1931, lăudată de către Nicolae Iorga, prin care dădea câteva sfaturi împotriva răspândirii gripei spaniole, sau lucrarea „Îngrijirea mamei și copilului mic”, dar și tratate cum este tratatul de Igienă, în colaborare cu profesorii Iuliu Hațieganu și Petre Râmneanțu.
Moare la respectabila vârstă de 80 de ani, fiind înmormântat în cimitirul aflat aproape de rezervația naturală "Parcul Natural Dumbrava Sibiului”.